# Agnès Boulloche
Agnès Boulloche (* 1951 in Paris) ist eine französische Malerin und Bildhauerin.

## Leben
Agnès Boulloche wurde als Tochter von André Boulloche, dem späteren Bildungsminister von Frankreich, in Paris geboren und verbrachte ihre Kindheit in Marokko, wo ihr Vater Leiter des Straßenbauamtes war. Sie entwickelte in jungen Jahren eine Vorliebe für unbekannte Länder und Mythen, beschäftigte sich mit den Legenden aus Tausendundeiner Nacht und wurde Kennerin von Dschinnen.
In den 1960er Jahren kehrte die Familie nach Paris zurück und Agnès besuchte die École des arts décoratifs.
Sie konzentrierte sich auf die Malerei in Öl auf Holz und eröffnete bald nach Abschluss ihres Studiums ihre erste Ausstellung in Paris. Seit 1975 werden ihre Werke regelmäßig auf Ausstellungen in Frankreich, Belgien, Holland, Japan, Österreich, der Schweiz, den USA und in Afrika gezeigt.
Agnès Boulloche lebt und arbeitet wechselweise in Paris und auf der Île de Ré, an der südfranzösischen Atlantikküste.

## Werk
Boulloche gehört zu den bedeutendsten surrealistischen Künstlern Frankreichs an der Wende des 20. zum 21. Jahrhundert. Ihre Werke sind von den fantastischen Geschöpfen eines Hieronymus Bosch beeinflusst, der viele Wesen mit Tierköpfen von Fischen, Vögeln, Schweinen oder Raubtieren ausgestattet hat. Ihre Gemälde erinnern an die Welt der Renaissance und des späten Mittelalters mit landschaftlichen Hintergründen ähnlich den Renaissancekompositionen von Raffael und Leonardo da Vinci.
Sie ließ sich von den reich und fantasievoll illustrierten „Bestiarien“ des 12. und 13. Jahrhunderts inspirieren und ließ Werke von Philippe de Thaon, Guillaume le Clerc, Gervaise de Fontenay und Richard de Fournival in moderner Fassung wieder auferstehen.
Auch in der Maltechnik folgt sie traditionellen und alten Vorbildern. Sie benutzt für ihre Farben eigene verschiedene alchemistische Formeln und mischt selbst ihre Farbträger, Pigmente und Firnisse. Mit diesen Ölfarben malt sie in „Lasiertechnik“ der alten Meister auf Holzplatten, wobei viele transparente Schichten von Farben in mehreren Durchgängen übereinander gelegt werden. Dadurch gelingt es ihr, besonders feine Details herauszuarbeiten und zarte, leuchtende Farben zu erzielen.
Ein weiteres Gebiet ihrer künstlerischen Tätigkeit ist die Anfertigung von Skulpturen, die vorwiegend in Bronze im Wachsausschmelzverfahren gegossen und von Hand ziseliert und patiniert werden.